# Ouratea nitida
Ouratea nitida är en tvåhjärtbladig växtart som först beskrevs av Olof Swartz, och fick sitt nu gällande namn av Adolf Engler. Ouratea nitida ingår i släktet Ouratea och familjen Ochnaceae. Inga underarter finns listade i Catalogue of Life.